# Pavel Vernikov

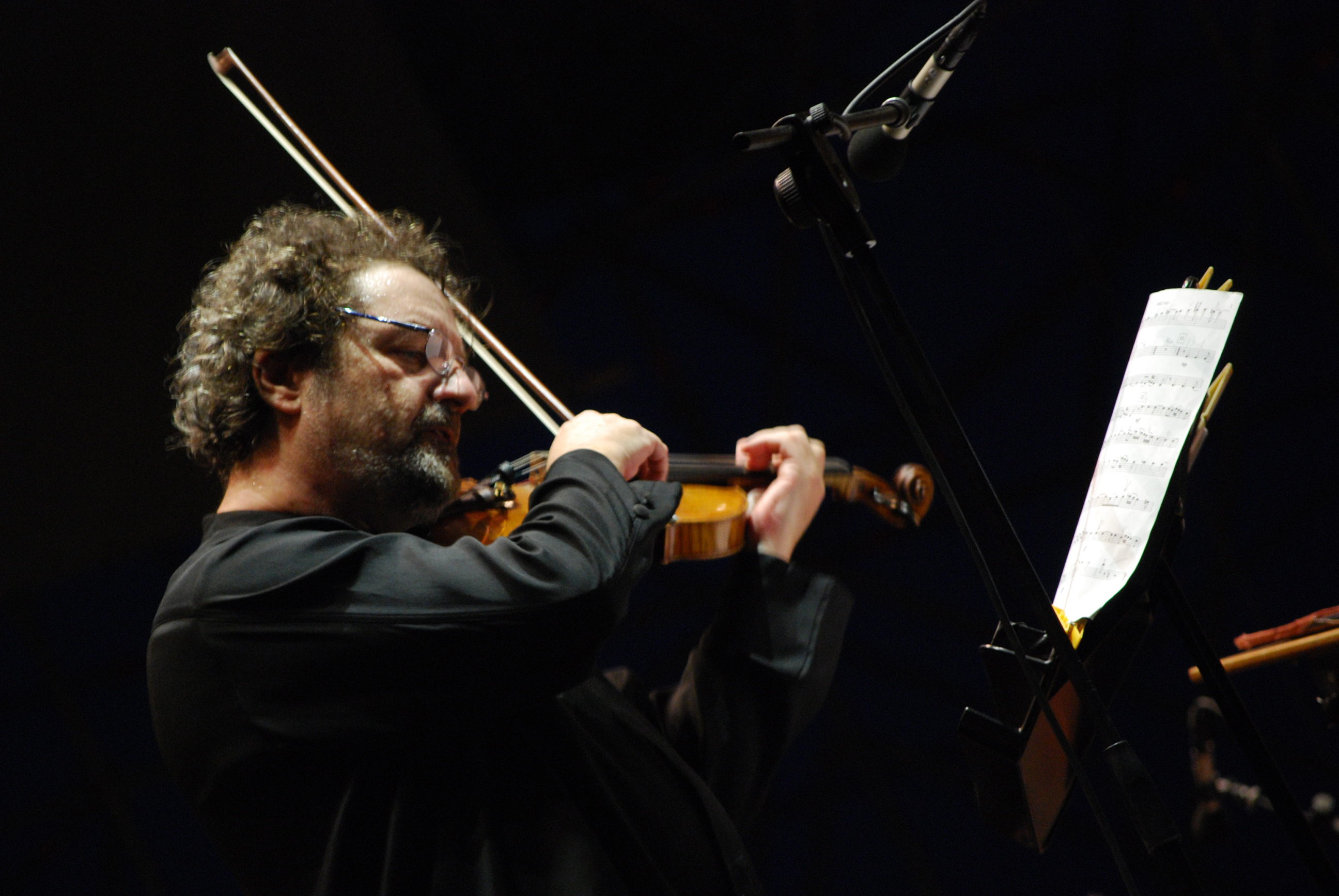
Pavel Vernikov (2008)

Pavel Vernikov (ukrainisch Павел Верников, * 1. Januar 1953 in Odessa) ist ein ukrainischer Violinist und Musikpädagoge.

## Leben und Werk
Pavel Vernikov war Schüler Semyon Snitkovskys in Odessa. Anschließend absolvierte er Aufbaustudien am Tschaikowsky-Konservatorium in Moskau, unter anderem bei David Oistrach. Er wurde vielfach bei Musikwettbewerben ausgezeichnet. Unter anderem gewann er den Internationalen Musikwettbewerb der ARD in der Kategorie Violine in München und den Grand Prix beim Internationalen Geigenwettbewerb „Vittorio Gui“ in Florenz.
Seit 1975 ist er Mitglied des Tschaikowski-Trio. Er gründete die Accademia Russa di Alto Perfezionamento für Berufsmusiker in Portogruaro und war Künstlerischer Leiter des Gubbio Music Festival, des Dubrovnik Chamber Music Festival und des Eilat Chamber Music Festival. 2013 wurde er zum Künstlerischen Leiter des Sion Festival in der Schweiz ernannt.
Er unterrichtete am Conservatoire national supérieur de musique de Lyon und seit 2004 an der Musik und Kunst Privatuniversität der Stadt Wien sowie an der Haute Ecole de Musique de Lausanne (Site de Sion). Er gab Meisterkurse auf der ganzen Welt, unter anderem in Spanien (Escuela Superior de Música Reina Sofia Madrid), Israel (Rubin Academy) und Deutschland (Kronberg Academy). Er wurde in Jurys internationaler Musikwettbewerbe eingeladen  wie dem Joseph Szigeti International Violin and Viola Competition in New York, dem Internationalen Fritz-Kreisler-Wettbewerb in Wien, dem Internationalen ARD-Wettbewerb in München, dem Sendai International Muscic Competition in Japan, dem Pablo Sarasate International Violin Competition in Pamplona oder dem International Henryk Wieniawski Violin Competition in Posen.
Er spielte Tonträgeraufnahmen für die Label RCA, Ondine und Dynamic ein. Pavel Vernikov spielte auf der Giovanni-Battista-Guadagnini-Violine (Milano 1751), aus dem Besitz der Familie von Tibor Varga. Dieses Instrument wurde am 8. Dezember 2016 gestohlen, als Pavel Vernikov aus einem Zug in Genf ausstieg.